# Grammorhoe triangulata
Grammorhoe triangulata là một loài bướm đêm trong họ Geometridae.